# Кубок Чехії з футболу

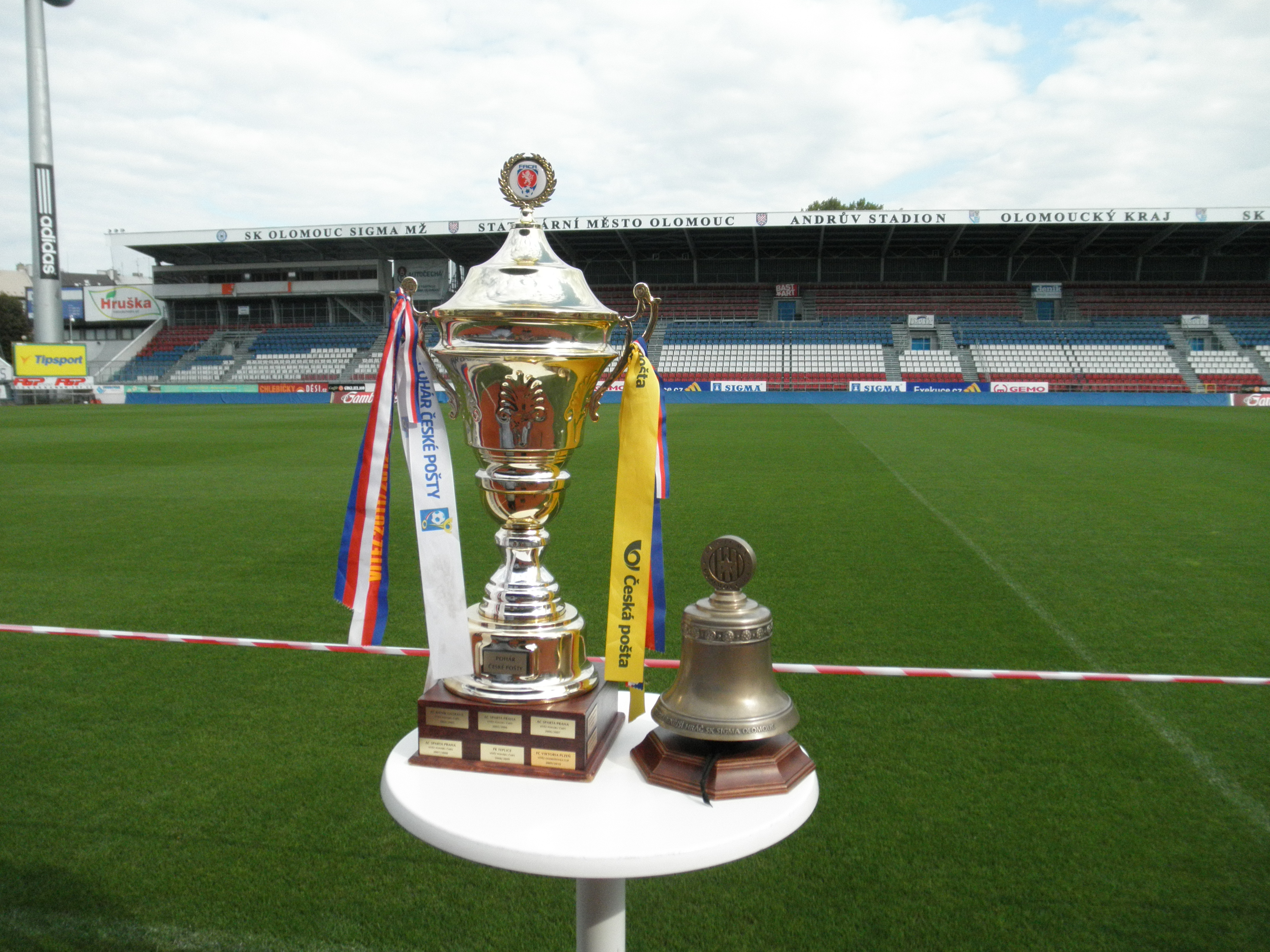
Ку́бок Чехії з футбо́лу

Ку́бок Чехії з футбо́лу (чеськ. Pohár ČMFS), або за назвою спонсора МОЛ кубок (чеськ. MOL Cup) — щорічне змагання професійних футбольних клубів Чехії під егідою Чеськоморавського футбольного союзу. Переможець кубка отримує право виступити в наступному сезоні у Лізі Європи.
В нинішньому форматі почав існувати з 1993 року, а до того з 1960 року був частиною Кубка Чехословаччини, за форматом якого в фіналі зустрічалися переможець кубка Чехії та Словаччини.

## Фінали
| Сезон   | Переможець         | Рахунок         | Фіналіст                     |
| ------- | ------------------ | --------------- | ---------------------------- |
| 1993/94 | Вікторія (Жижков)  | 2 - 2, 6-5 пен. | Спарта (Прага)               |
| 1994/95 | ФК Градець-Кралове | 0 - 0, 3-1 пен. | Вікторія (Жижков)            |
| 1995/96 | Спарта (Прага)     | 4 - 0           | Петра (Дрновіце)             |
| 1996/97 | Славія (Прага)     | 1 - 0 ОТ        | ФК Пршибрам                  |
| 1997/98 | ФК Яблонець 97     | 2 - 1 ОТ        | Петра (Дрновіце)             |
| 1998/99 | Славія (Прага)     | 1 - 0 ОТ        | Слован (Ліберець)            |
| 1999/00 | Слован (Ліберець)  | 2 - 1           | Банік (Ратішковіце)          |
| 2000/01 | Вікторія (Жижков)  | 2 - 1 ОТ        | Спарта (Прага)               |
| 2001/02 | Славія (Прага)     | 2 - 1           | Спарта (Прага)               |
| 2002/03 | ФК Тепліце         | 1 - 0           | ФК Яблонець 97               |
| 2003/04 | Спарта (Прага)     | 2 - 1           | Банік (Острава)              |
| 2004/05 | Банік (Острава)    | 2 - 1           | Словацко (Угерське Градіште) |
| 2005/06 | Спарта (Прага)     | 0 - 0, 4-2 пен. | Банік (Острава)              |
| 2006/07 | Спарта (Прага)     | 2 - 1           | ФК Яблонець 97               |
| 2007/08 | Спарта (Прага)     | 0 - 0, 4-3 пен. | Слован (Ліберець)            |
| 2008/09 | ФК Тепліце         | 1 - 0           | Словацко (Угерське Градіште) |
| 2009/10 | Вікторія (Пльзень) | 2 - 1           | ФК Яблонець                  |
| 2010/11 | Млада Болеслав     | 1 - 1, 4-3 пен. | Сігма (Оломоуц)              |
| 2011/12 | Сігма (Оломоуц)    | 1 - 0           | Спарта (Прага)               |
| 2012/13 | ФК Яблонець        | 2 - 2, 5-4 пен. | Млада Болеслав               |
| 2013/14 | Спарта (Прага)     | 1 - 1, 8-7 пен. | Вікторія (Пльзень)           |
| 2014/15 | Слован (Ліберець)  | 1 - 1, 3-1 пен. | ФК Яблонець                  |
| 2015/16 | Млада Болеслав     | 2 - 1           | ФК Яблонець                  |
| 2016/17 | Фастав (Злін)      | 1 - 0           | Опава                        |
| 2017/18 | Славія (Прага)     | 3 - 1           | Яблонець                     |
| 2018/19 | Славія (Прага)     | 2 - 0           | Банік (Острава)              |
| 2019/20 | Спарта (Прага)     | 2 - 1           | Слован (Ліберець)            |
| 2020/21 | Славія (Прага)     | 1 - 0           | Спарта (Прага)               |
| 2021/22 | Словацко           | 3 - 1           | Спарта (Прага)               |
| 2022/23 | Славія (Прага)     | 2 - 0           | Спарта (Прага)               |
| 2023/24 | Спарта (Прага)     | 2 - 1           | Вікторія (Пльзень)           |
| 2024/25 | Сігма (Оломоуц)    | 3 - 1           | Спарта (Прага)               |

## Досягнення клубів
| Клуб                         | Перемог | Фіналів | Роки перемог                                                           |
| ---------------------------- | ------- | ------- | ---------------------------------------------------------------------- |
| Спарта (Прага)               | 8       | 9       | 1995-96, 2003-04, 2005-06, 2006-07, 2007-08, 2013-14, 2019-20, 2023-24 |
| Славія (Прага)               | 7       | 0       | 1996-97, 1998-99, 2001-02, 2017-18, 2018-19, 2020-21, 2022-23          |
| Яблонець                     | 2       | 6       | 1997-98, 2012-13                                                       |
| Слован (Ліберець)            | 2       | 3       | 1999-2000, 2014-15                                                     |
| ФК Млада Болеслав            | 2       | 1       | 2010-11, 2015-16                                                       |
| Вікторія (Жижков)            | 2       | 1       | 1993-94, 2000-01                                                       |
| Сігма (Оломоуц)              | 2       | 1       | 2011-12, 2024-25                                                       |
| ФК Тепліце                   | 2       | 0       | 2002-03, 2008-09                                                       |
| Банік (Острава)              | 1       | 3       | 2004-05                                                                |
| Словацко (Угерське Градіште) | 1       | 2       | 2021-22                                                                |
| Вікторія (Пльзень)           | 1       | 2       | 2009-10                                                                |
| ФК Градець-Кралове           | 1       | 0       | 1994-95                                                                |
| Фастав (Злін)                | 1       | 0       | 2016-17                                                                |
| Петра (Дрновіце)             | 0       | 2       |                                                                        |
| ФК Пршибрам                  | 0       | 1       |                                                                        |
| Банік (Ратішковіце)          | 0       | 1       |                                                                        |
| Опава                        | 0       | 1       |                                                                        |